# Evangelisch-reformierte Kirchen der Schweiz
Die Evangelisch-reformierten Kirchen der Schweiz sind reformierte Kirchen, die mit Ausnahme von Neuenburg und Genf in allen Kantonen als öffentlich-rechtliche Körperschaften organisiert sind (vergleiche den Artikel Landeskirche).

## Geschichte
Die Kirchen basieren historisch auf den Lehren von Huldrych Zwingli und Johannes Calvin (die deutschsprachigen Kirchen sind eher von Zwingli, die französischsprachigen eher von Calvin beeinflusst). In den historisch reformierten Kantonen wie Zürich, Bern oder Waadt sowie in den konfessionell paritätischen Kantonen wie Aargau, Graubünden oder St. Gallen gehen sie auf die Reformationszeit zurück, während in den historisch katholischen Kantonen wie Luzern, Zug, Tessin oder Wallis evangelische Gemeinden zumeist erst im 19. Jahrhundert entstanden.
Die evangelische Tagsatzung der reformierten Staatskirchen der Kantone wurde 1858 ersetzt durch die Schweizerische Kirchenkonferenz. 1920 schlossen sich die kantonalen Kirchen zum Schweizerischen Evangelischen Kirchenbund zusammen, dem seit 1922 auch die Bischöfliche Methodistenkirche angehört (seit 1968 evangelisch-methodistische Kirche). Über ihn sind die Kantonalkirchen  an ökumenischen Organisationen beteiligt, darunter an der Gemeinschaft Evangelischer Kirchen in Europa, so dass der Bruch mit den lutherischen Kirchen seit 1973 nicht mehr besteht. Der Kirchenbund heisst seit Jahresanfang 2020 Evangelisch-reformierte Kirche Schweiz.

## Lehre und konfessionelle Ausprägung
Da weder die Confessio Helvetica prior von 1536 noch das Zweite Helvetische Bekenntnis von 1561 (gedruckt 1566) für alle Kantone galt, wurde der Consensus Helveticus von 1674 das erste gemeinsame Bekenntnis der Schweizer reformierten Kirchen. Er wurde aber schon ab dem 18. Jahrhundert sukzessive von den Kantonalkirchen abgeschafft. Seit dem 19. Jahrhundert sind die evangelisch-reformierten Kirchen der Schweiz weitgehend durch Liberale Theologie geprägt und verfügen über kein verbindliches Glaubensbekenntnis mehr.
Die Kirchen sehen sich als «bekenntnisfrei». Die Glaubensbekenntnisse der alten Kirche sind in den meisten Liturgien der reformierten Kirchgemeinden der Schweiz nicht enthalten.
Eine offizielle konfessionelle Lehre gibt es nicht. In früherer Zeit hatten sich die reformierten Kirchen der Alten Eidgenossenschaft hingegen um ausformulierte Bekenntnisse bemüht. 
Um die Mitte des 19. Jahrhunderts entstand mit dem Apostolikumsstreit innerhalb der reformierten Landeskirchen der deutschsprachigen Schweiz eine erneute Auseinandersetzung um das Glaubensbekenntnis. Liberale Theologen lehnten das apostolische Glaubensbekenntnis als «katholisierend» ab. 1868 wurde in Zürich eine revidierte Liturgie eingeführt; im Thurgau wurde 1874 die Abschaffung des Apostolikums beschlossen, was zur Abspaltung einer Freien Evangelischen Gemeinde führte. In den 1870ern kam es auch in Basel und Bern zu heftigen Auseinandersetzungen. Der theologische Liberalismus setzte sich in der deutschsprachigen Schweiz vollständig durch; um 1880 war das Apostolikum in den meisten Landeskirchen nicht mehr verpflichtend. Ein Grossteil der Schweizer Landeskirchen sind noch heute liberal geprägt, wobei jeweils eine evangelikale Minderheit besteht.
Die Ordination von Frauen wird seit den 1970ern in allen Landeskirchen praktiziert.
Einige Landeskirchen bieten seit den 1990er Jahren auch Segnungsgottesdienste für homosexuelle Paare an, was intern aber auch zu scharfen Widersprüchen geführt hat. Im August 2019 befürwortete der Schweizerische Evangelische Kirchenbund die Trauung gleichgeschlechtlicher Paare und empfahl ihren Mitgliedskirchen, dies umzusetzen.
Der Gottesdienst in den reformierten Kirchen ist nicht an eine bestimmte Form gebunden; sein Zentrum liegt in der Verkündigung, in Taufe und Abendmahl. Während die Landeskirchen keine Liturgien mehr als verpflichtend vorschreiben, wurden weiterhin kantonale Liturgien verfasst, so etwa die Zürcher Liturgie von 1969, die auch in das Gesangbuch der Evangelisch-reformierten Kirchen der deutschsprachigen Schweiz Eingang gefunden hat.
Die Taufe wird gewöhnlich Kindern gespendet. Sie kann auch später gespendet werden, ist aber keine Bedingung für die Mitgliedschaft. Die Zahl der jährlich gespendeten reformierten Taufen fiel von 40.000 (1960) auf 14.500 (2012). Ebenso ist auch die fehlende Konfirmation kein Hindernis für die Kirchenmitgliedschaft.
Das Abendmahl wird als Gedenkmahl an hohen Festtagen gefeiert, je nach Kirchgemeinde respektive Landeskirche aber auch bei anderen Gelegenheiten.

## Organisation

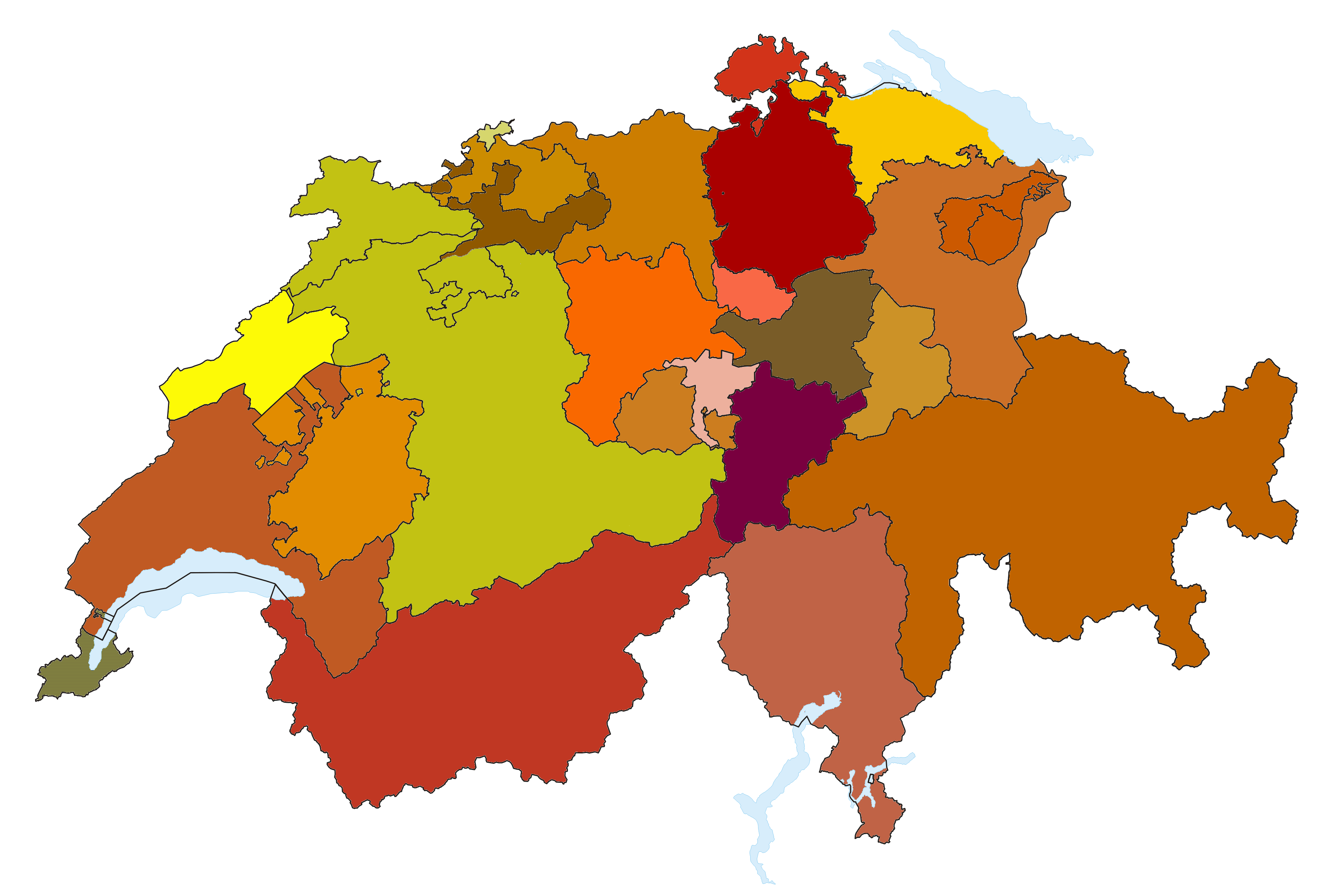
Die reformierten Landeskirchen der Schweiz

Alle reformierten Schweizer Landeskirchen sind synodal organisiert. Pfarrer und Kirchenpflege (je nach Landeskirche auch Kirchgemeinderat, Kirchenrat, Kirchenvorstand o. ä. genannt) werden demokratisch durch die Angehörigen der Kirchgemeinde, das landeskirchliche Parlament (Synode) durch die Konfessionsangehörigen des Kantons gewählt. Kirchen(rats)präsidenten (oberste Vorsteher der kantonalkirchlichen Exekutive) sind «primi inter pares» (Erste unter Gleichen), haben also keine höhere geistliche Würde als die anderen Mitglieder des Kirchen- oder Synodalrats; ein Bischofsamt gibt es nicht.
Die lokalen Gemeinden sind finanziell selbständig. Die Leitung haben die Kirchenpflegen, und wesentliche Entscheidungen werden von der Kirchgemeindeversammlung getroffen.
Eine besondere Ausprägung der Schweizer reformierten Kirchen in den ursprünglich reformierten Kantonen ist ihre historisch enge Verbundenheit mit dem Staat, die sonst bei reformierten Kirchen selten ist. Die reformierten Kirchen in Zürich, Bern, Basel, Schaffhausen, Genf und Neuenburg sind in der Reformationszeit durch Entscheid eines republikanischen Stadtrats entstanden, der das Volk hinter sich wusste und der sich aktiv für die Reformation einsetzte. Kirche und Staat wurden nicht als Gegensatz zweier Reiche, sondern als sich gegenseitig fördernde Symbiose verstanden. Es konnten und sollten, wenn erforderlich, sowohl die Pfarrer die Regierung als auch die Regierung die Pfarrer korrigieren – ausdrücklich so festgelegt z. B. im Berner Synodus von 1532.
Diese historische Verbundenheit von Kirche und Staat führte zu einer kulturellen Prägung, die heute ein gewisses Eigenleben führt, das nicht mehr von der Einstellung zur reformierten Kirche abhängt – auch ein alteingesessener jüdischer, katholischer oder agnostischer Bankier in Zürich kann sich mit für Zürich typischer «zwinglianischer Nüchternheit» oder «protestantischem Arbeitsethos» identifizieren.
Da in der Schweiz alle kirchlichen Angelegenheiten auf Kantons- und nicht auf Bundesebene geregelt werden, hat jeder Kanton seine eigene rechtliche Grundlage für das Verhältnis von Kirche und Staat. Die Variationsbreite geht dabei von staatlich bezahlten Pfarrern bis hin zur vollständigen Trennung von Kirche und Staat. Die allgemeine Tendenz geht in Richtung Gewährung weitestgehender Autonomie der Landeskirchen bei Aufrechterhaltung von deren öffentlich-rechtlichem Status.
Sämtliche reformierte Kantonalkirchen der Schweiz gehören der Evangelisch-reformierten Kirche Schweiz an.

## Fussnoten
1. ↑  Heinz Rüegger: Evangelisch-reformierte Kirchen. In: Historisches Lexikon der Schweiz.
2. 1 2  Vgl. Rudolf Gebhard: Apostolikumsstreit. In: Historisches Lexikon der Schweiz.  27. Januar 2011, abgerufen am 23. Mai 2017.
3. ↑  Vgl. Reformierte Kirchen Bern-Jura-Solothurn / Eglises réformées Berne-Jura-Soleure: Bekenntnisse. Abgerufen am 23. Mai 2017.
4. ↑  laut theologinnen.ch: Erste Frauenordination in Zürich 1918 (danach erst wieder 1963). 1956–1969 Einführung des vollen Frauenpfarramts in den Evangelisch-reformierten Kantonalkirchen.
5. ↑  «1996 veröffentlichte eine vom St. Galler Kirchenrat eingesetzte Arbeitsgruppe einen aufsehenerregenden Bericht. Die sechs Pfarrer plädierten für die Segnung von Homosexuellen. […]  Die St. Galler einigten sich letztlich auf einen Kompromiss, der seither so oder ähnlich in den meisten Landeskirchen gilt: Den Pfarrern ist es freigestellt, Segnungsfeiern für homosexuelle Paare zu veranstalten – aber diese Rituale sollen sich liturgisch klar von Trauungen unterscheiden.» (Simon Hehli: Reformierte fürchten eine Kirchenspaltung, NZZ, 23. März 2015). «Die reformierte Zürcher Landeskirche [unterstützt] die Registrierung gleichgeschlechtlicher Partnerschaften und bietet für solche Paare auch kirchliche Segnungsfeiern an.» (Segnung von Homosexuellen: Was sagen Reformierte, Christkatholiken und Juden? Katholisches Medienzentrum, 16. Februar 2015).
6. ↑  Kirchenbund.de: Rat des Kirchenbundes befürwortet die Öffnung der Ehe für gleichgeschlechtliche Paare (Memento des Originals vom 30. August 2019 im Internet Archive)  Info: Der Archivlink wurde automatisch eingesetzt und noch nicht geprüft. Bitte prüfe Original- und Archivlink gemäß Anleitung und entferne dann diesen Hinweis., August 2019
7. ↑  Simon Hehli: Rufer in der Glaubenswüste. Für ihr Seelenheil brauchen viele Menschen die Kirchen nicht mehr. In: Neue Zürcher Zeitung, 2. September 2015, S. 12.